# Идолга (село)
Идолга — село в Татищевском районе Саратовской области Российской Федерации, административный центр Идолгского муниципального образования.

## География
Село располагается в центральной части Татищевского района в 31 километре от Саратова и 6 километрах от Татищева, где также находится ближайшая железнодорожная станция.

## Транспорт
С областным и районным центрами село связано рейсовым автобусом. Региональная трасса Р208, соединяющая город Саратов, посёлок Татищево и город Аткарск, проходит в нескольких километрах южнее.

## История
Село Идолга (иногда упоминается Большая Идолга) основано в 1720 году на одноимённой реке, давшей название новому поселению.
В 1822 году в Идолге по инициативе прихожан всё же построили православную церковь. Здание было каменным, тёплым, с колокольней и престолом во имя Казанской иконы Божией Матери.
После отмены крепостного права было сформировано два сельских общества, административно Идолга входила в Широкинскую волость Саратовского уезда Саратовской губернии.
В 1866 году начала работу земская школа, а спустя 20 лет в разраставшемся селе открылась ещё одна земская школа.
27 июля 1896 года в селе случился сильный пожар, в результате которого сгорели 87 дворов. 18-го и 19 августа Идолга снова горела, пострадали 36 домохозяйств. В следующем году было ещё четыре крупных пожара, оставивших без крова 110 семей.
1 ноября 1897 года в Идолге открылась народная библиотека, заведующим которой назначили протоиерея В. П. Лебедева. В начале XX века в селе проживало более 2,5 тысяч человек. Работали школы, лавки, две ветряные и две водяные мельницы.
Советская власть в Идолге установилась уже в конце 1917 года, был организован сельский Совет крестьянских депутатов. В следующем году был образован комитет бедноты, вспыхнувшее в июле контрреволюционное восстание было быстро подавлено.
В 1923 году Идолга была передана в Курдюмскую волость, само село было центром одноимённого сельсовета. В последующие годы было сформировано товарищество по обработке земли, а в 1930 году в Идолге начал работу колхоз «Знамя труда». В том же году начальная школа была реорганизована в семилетнюю, расположившуюся в деревянном одноэтажном здании. Два года спустя был образован второй колхоз «Знамя ударника»7. Также в то время в селе работала механическая мукомольная мельница № 4 Райисполкома. Местная церковь была закрыта и разрушена предположительно в 1930-е годы.
Великая Отечественная война унесла жизни 167 жителей Идолги.
В 1950 году на базе колхозов был образован новый имени Ленина. Возрождалась школьная жизнь: появился учебно-опытный участок, был посажен фруктовый сад, в 1960 году открылась мастерская. Восьмилетней школа стала в 1959 году. Современное двухэтажное кирпичное здание было построено в 1988 году.

## Население
| 2002 | 2010  |
| ---- | ----- |
| 955  | ↗1049 |

По результатам переписи населения в 2010 году в селе проживало 1049 человек, из них мужчин 491 и женщин 558.

## Улицы
Улицы: Бударина, Вишневая, Вокзальная, Городская, Дачная, Заречная, Лапшова, Лесная, Набережная и Центральная

## Инфраструктура

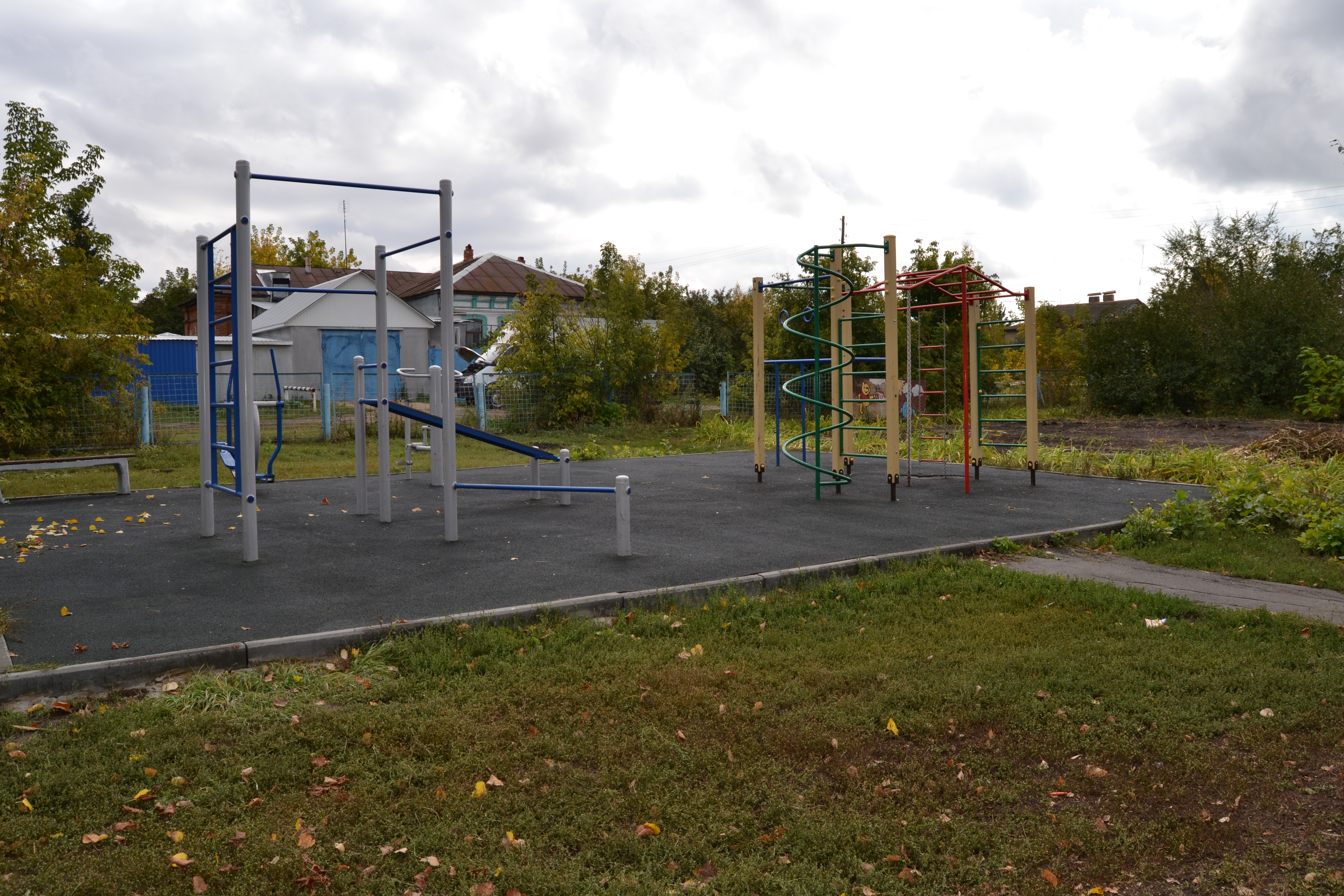
Спортивный городок

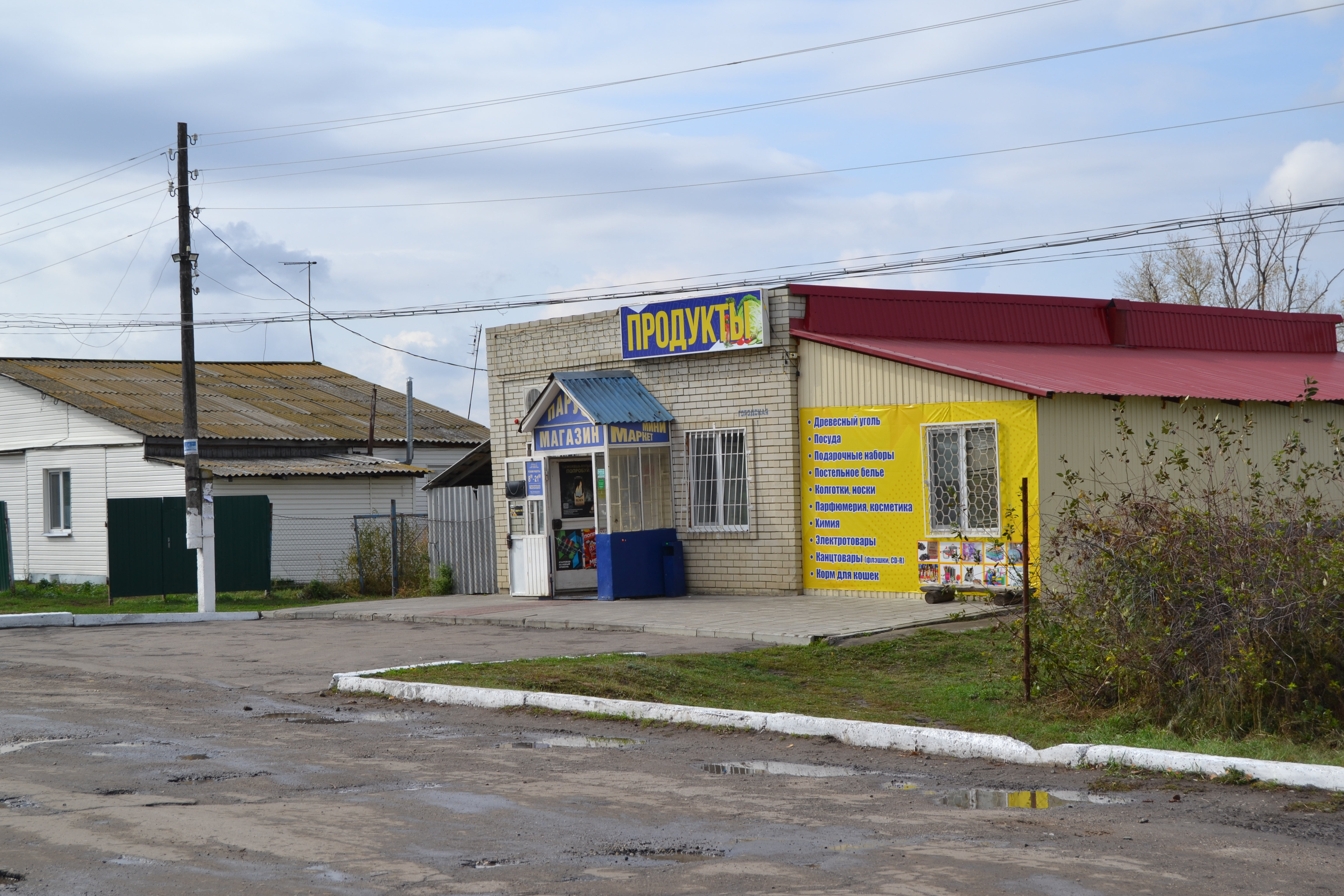
Сельский магазин

На территории населенного пункта работает средняя общеобразовательная школа, детский сад, дом культуры, фельдшерско-акушерский пункт, отделение связи, магазины.
Производственную базу в селе Идолга составляет крепкое хозяйство ООО "Возрождение-1. В 1999 году было основано ГУП «Возрождение», а в 2001 году племрепродуктор 2 порядка ООО «Возрождение-1», который работает и развивается до настоящего времени. Одним из основных видов деятельности ООО «Возрождение-1» является содержание родительского стада и реализация племенного яйца. Племенное яйцо «Возрождение-1» покупают не только саратовские, но и воронежские, оренбургские, волгоградские, нижегородские и другие птицеводы.

## Образование
Средняя общеобразовательная школа с. Идолга рассчитана на 192 места. Здание построено в 1988 году. За заслуги в социально — экономическом развитии района МОУ «СОШ с. Идолга» занесена в 2007 году на районную Доску почета. Имеется официальный сайт учреждения (idolga.ucoz.ru; в апреле 2024 года сайт недоступен).
Детский сад села Идолга рассчитан на 50 мест. Здание построено в 1968 году. В детском саду функционируют две группы.

## Люди, связанные с селом
Уроженцем Идолги является Герой Советского Союза Анатолий Алексеевич Лапшев, участвовавший в боях за освобождение Латвии и Польши, погибший в ходе сражений за Берлин. Командир взвода стрелкового полка. Звание Героя Советского Союза Анатолию Алексеевичу Лапшеву было присвоено посмертно 31 мая 1945 года за отвагу и доблесть, проявленные при штурме Берлина. Также Лапшев награждался орденами Ленина и Красной звезды.

## Памятники
В центре Идолги на пришкольной территории установлен скульптурный памятник погибшим на полях сражений Великой Отечественной войны односельчанам, открытый 9 мая 1989 года.
Также на сельском кладбище сохранилась безымянная братская могила, в которой захоронены умершие в Татищевских военных госпиталях бойцы. 9 мая 2001 года установлена небольшая памятная стела.
На фасаде здания общеобразовательной школы по инициативе общественной организации "Боевое братство" была установлена мемориальная доска рядовому Российской Армии Королёву Владимиру Витальевичу 1983 года рождения. Родился в селе Идолга Татищевского района. На военную службу был призван Татищевским военкоматом в 2001 году. Погиб 30 января 2002 года от взрыва противотанковой мины в составе разведгруппы в результате преследования боевиков. Похоронен в селе Идолга. Награждён орденом Мужества посмертно.

## Фотогалерея

### Село на фотографиях

Виды села
Школа
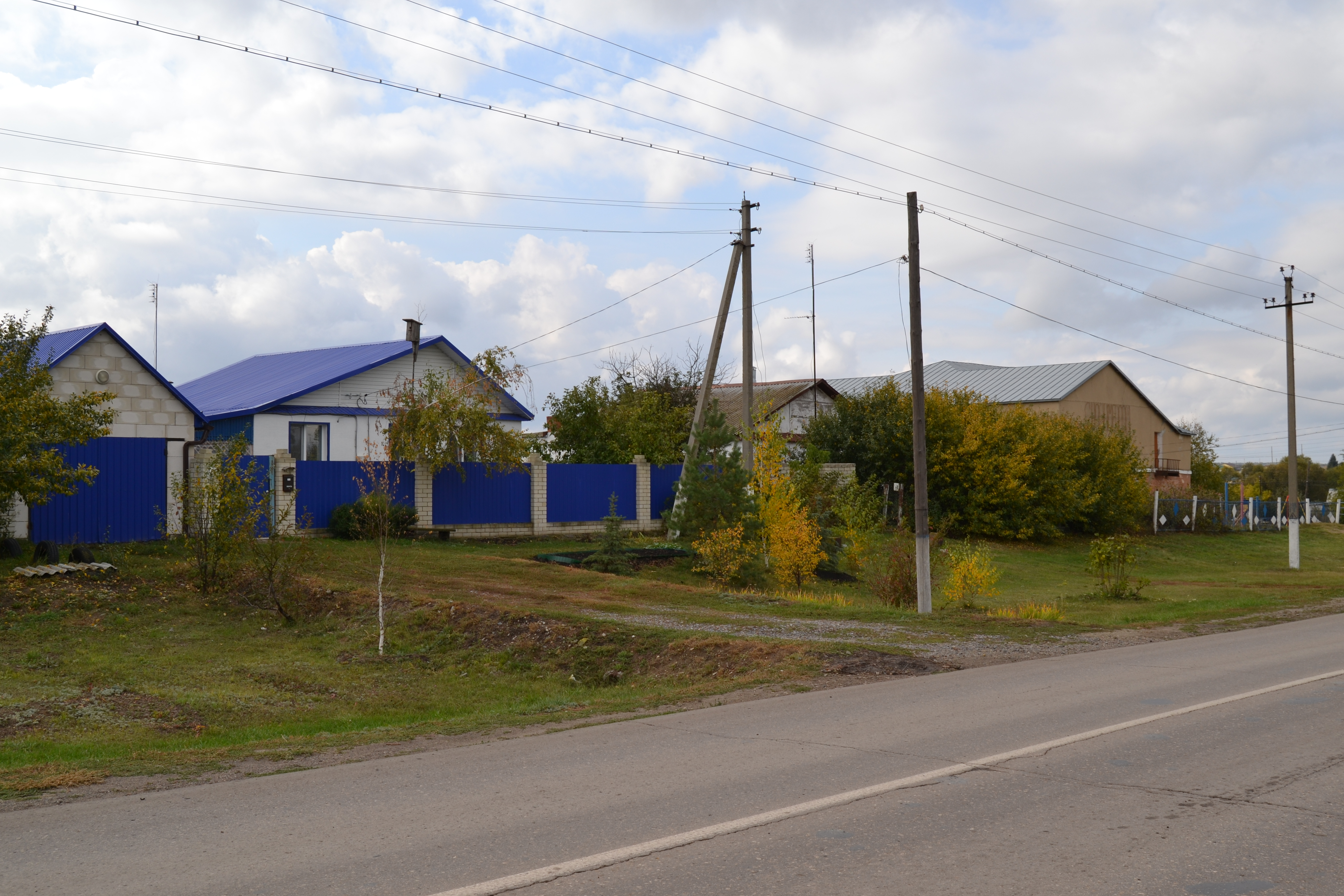
Улица Центральная
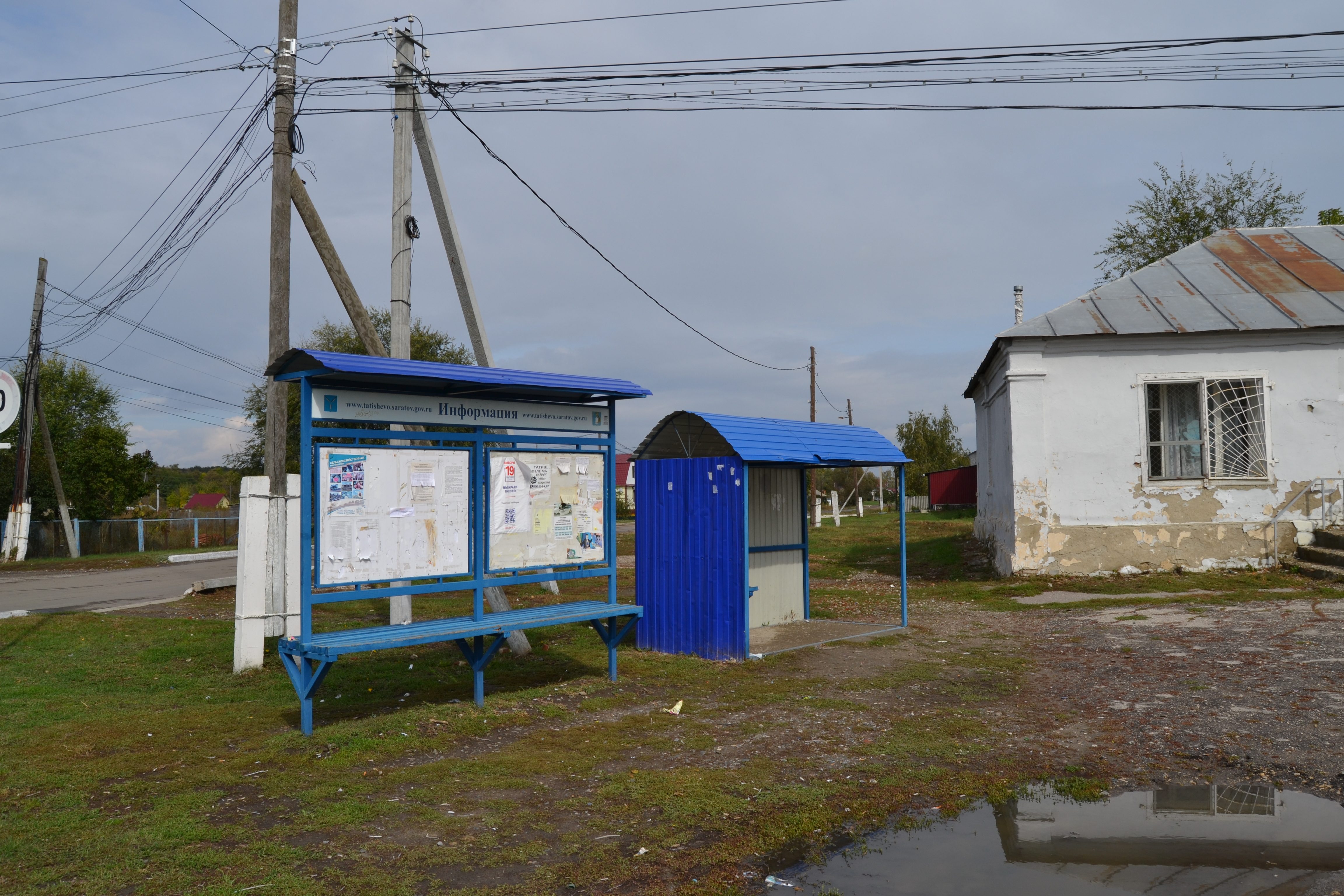
Остановка транспорта
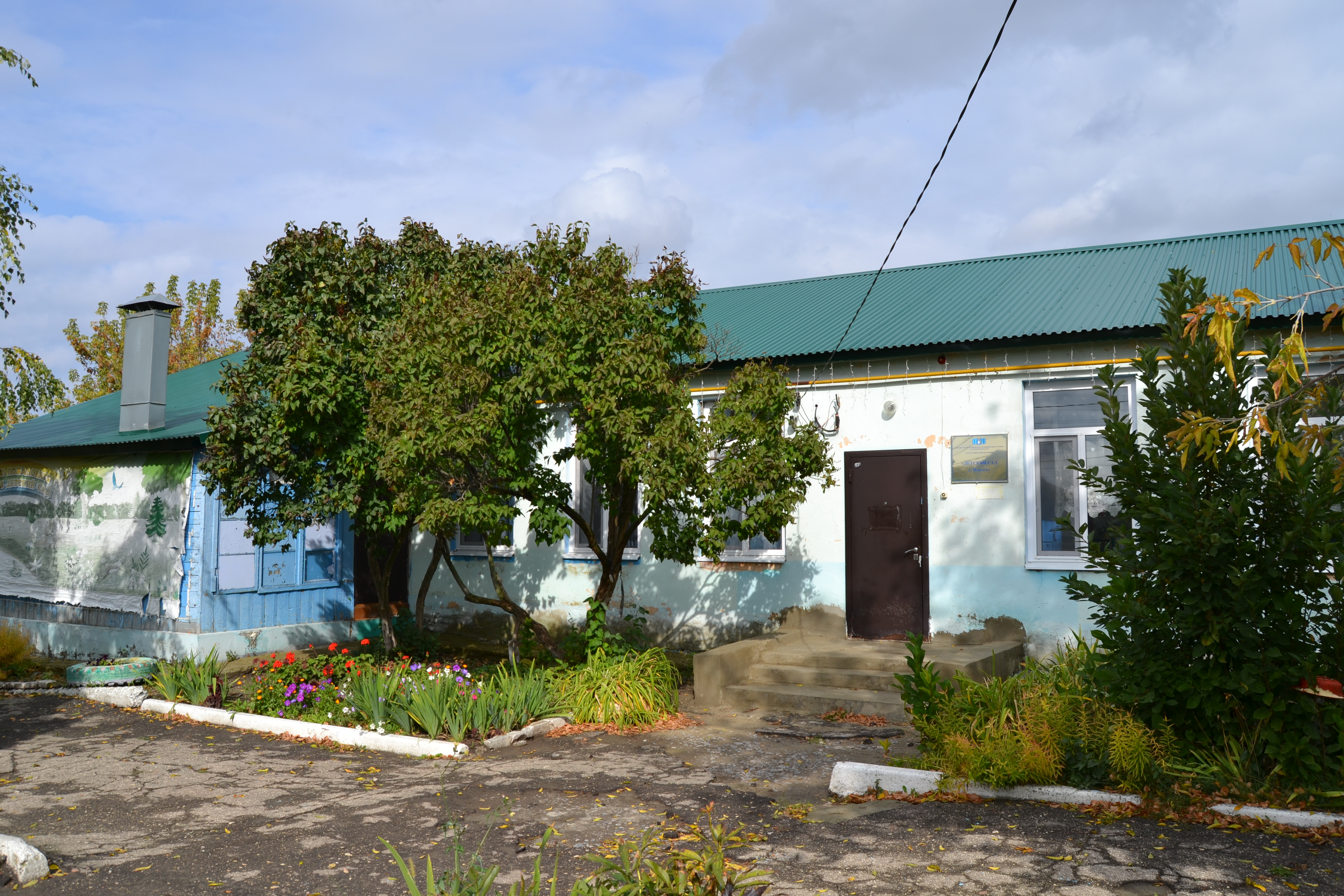
Детский сад
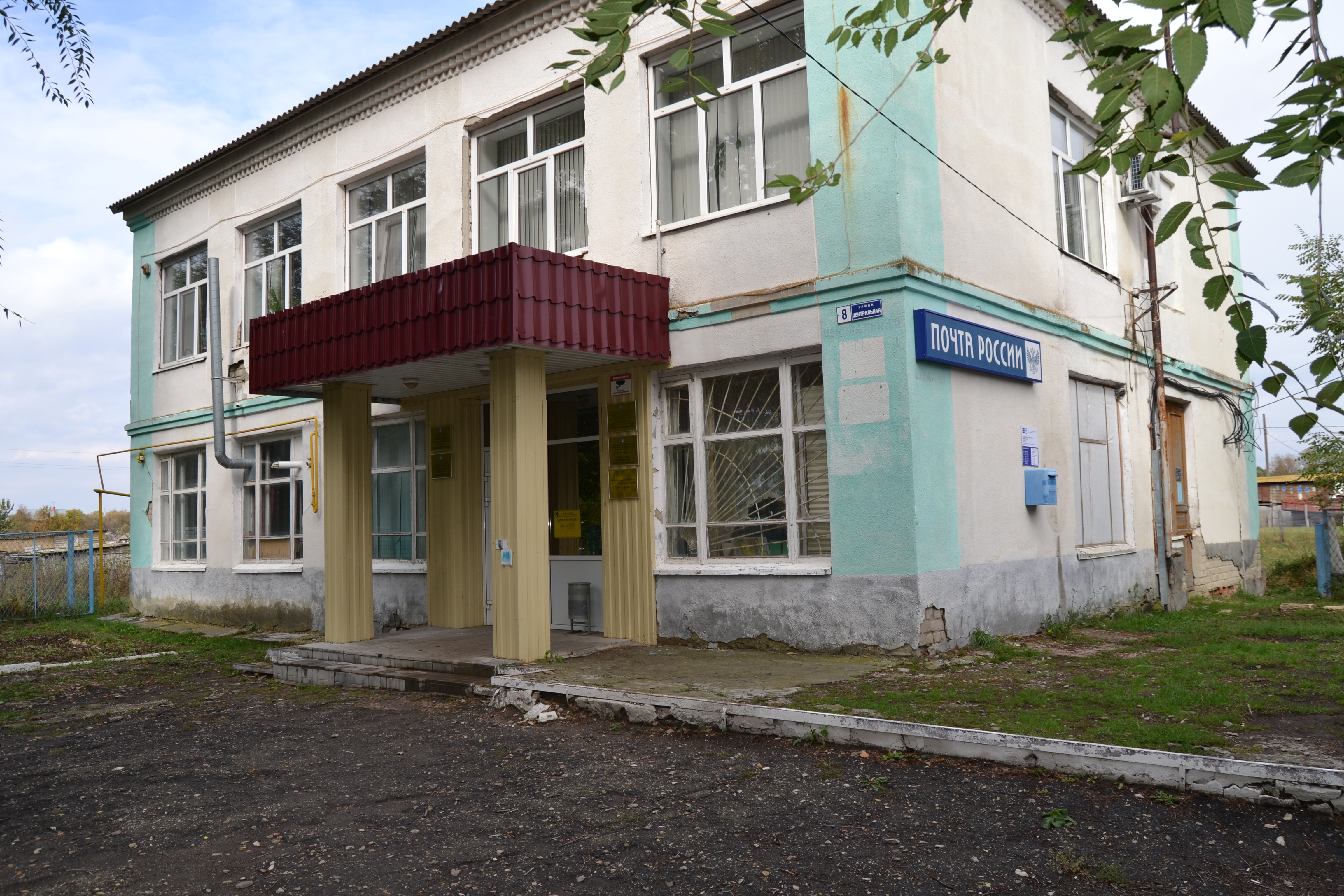
Административное здание

### Память, гордость и культура села

История села
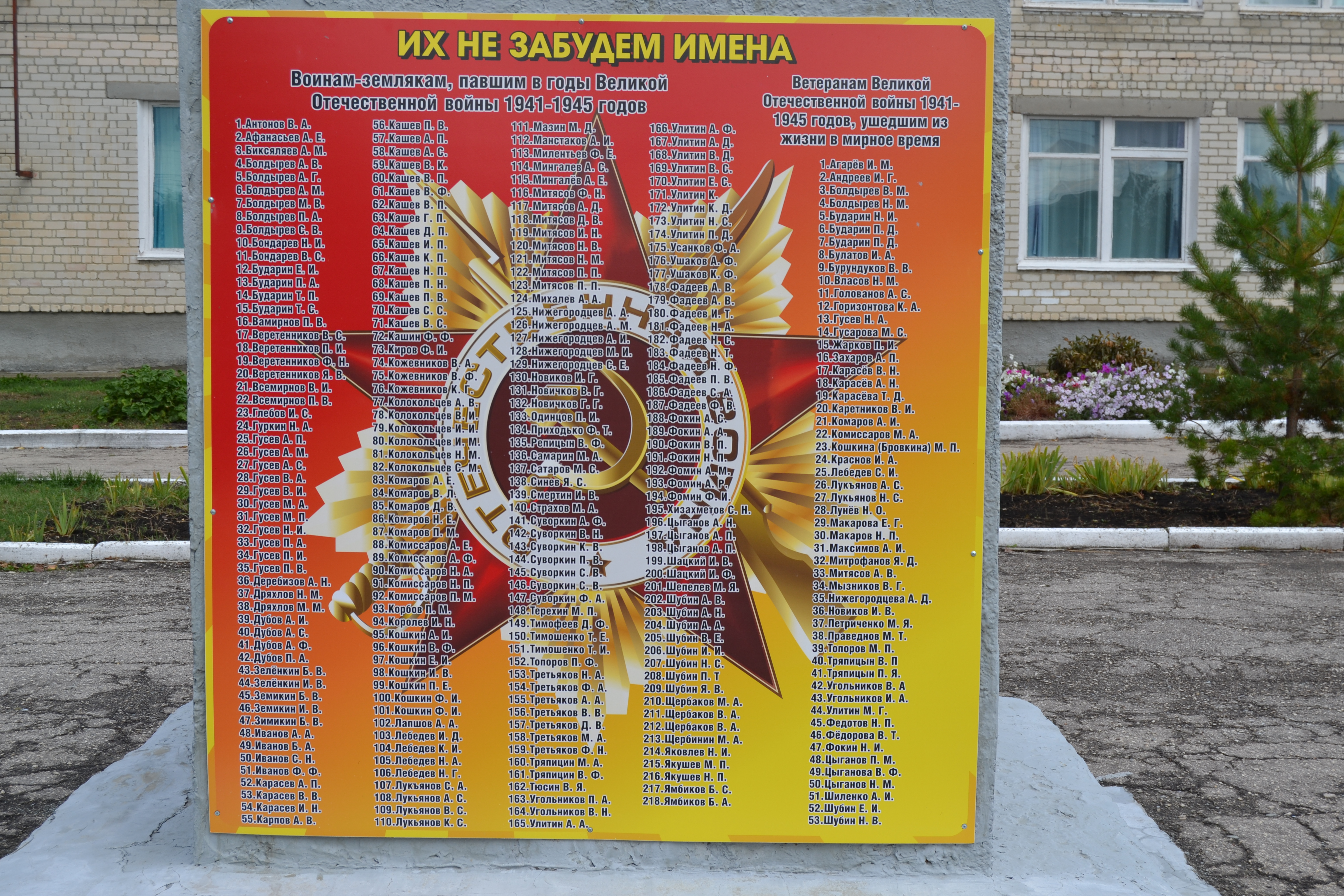
Список ветеранов ВОВ
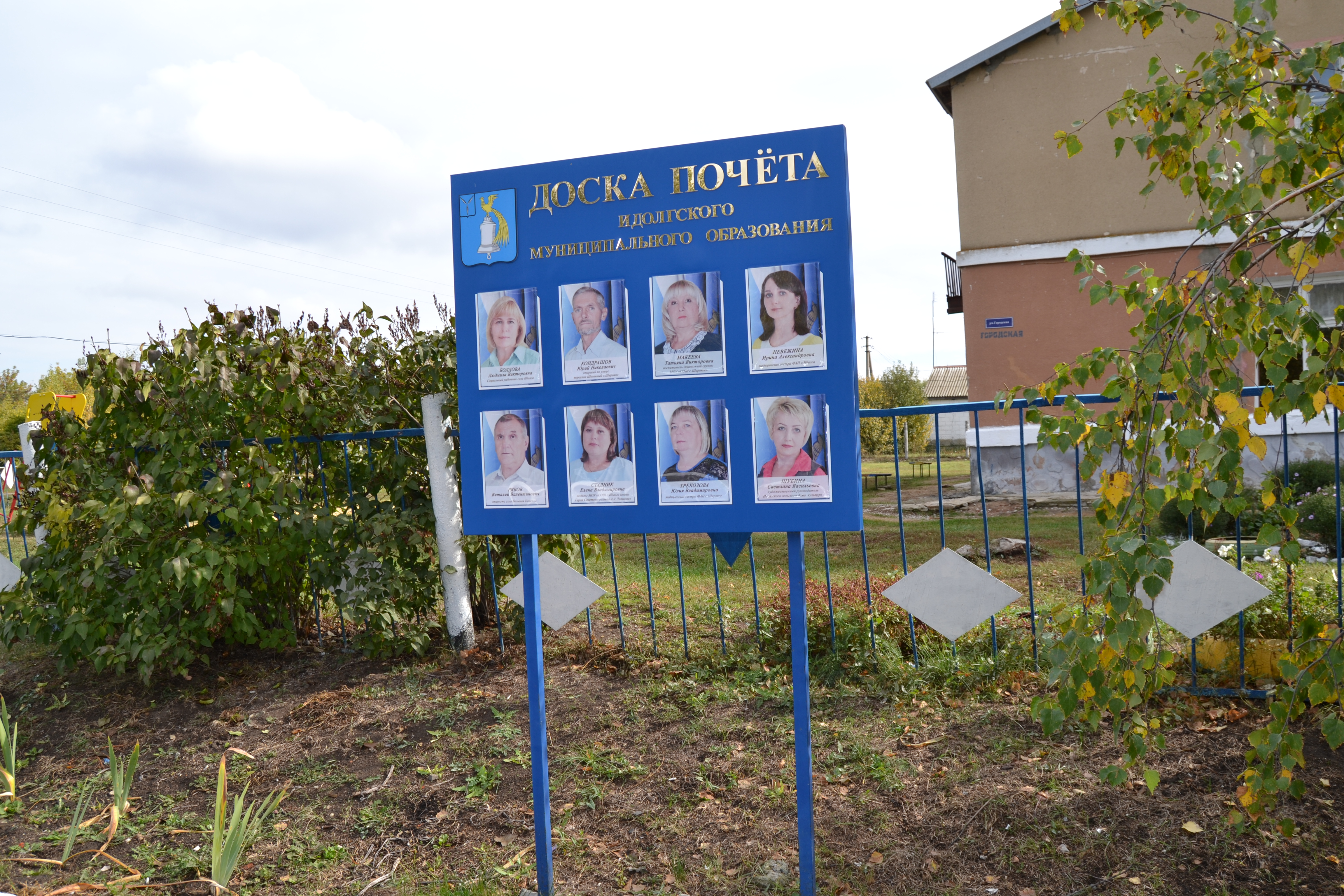
Доска Почёта
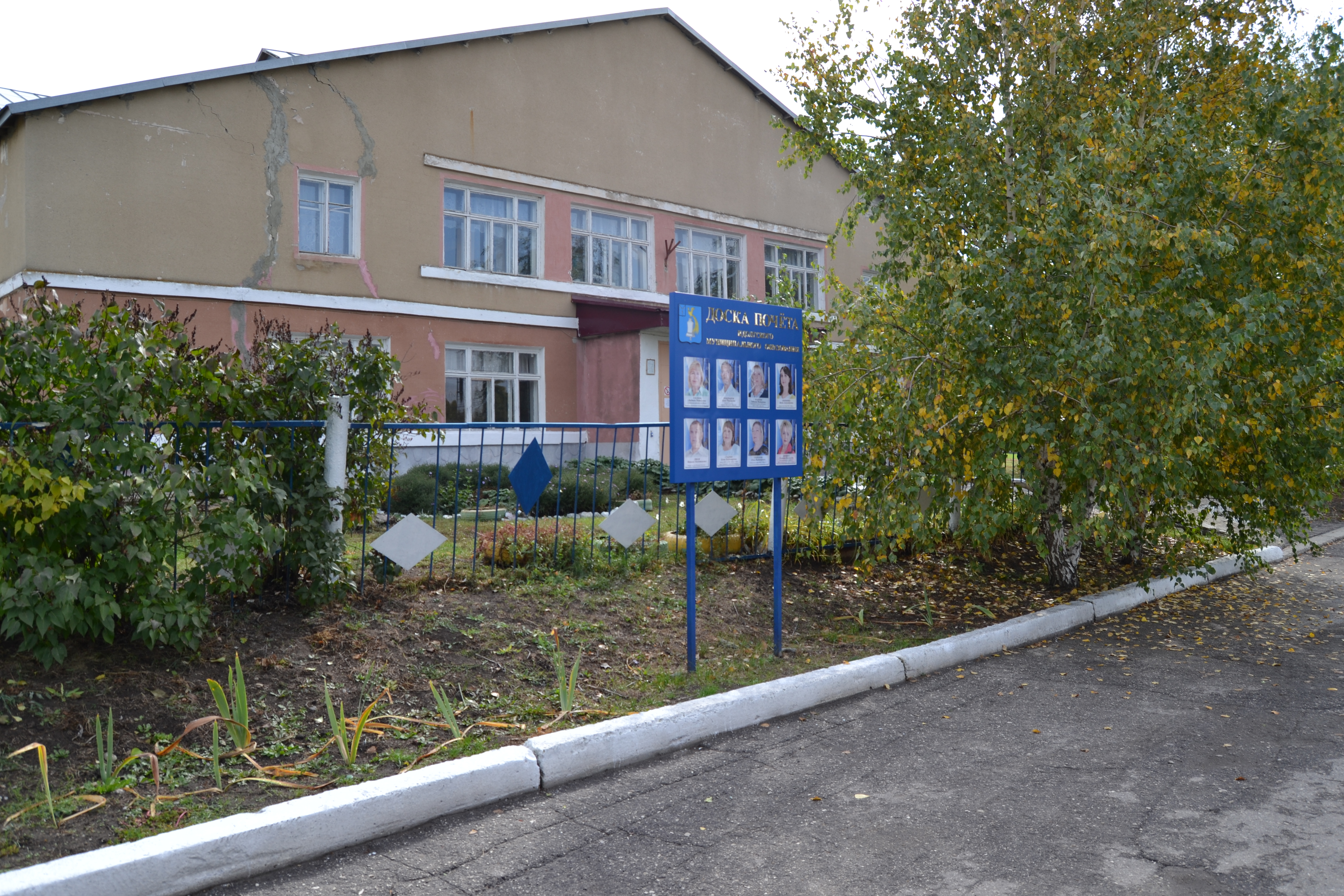
Дом культуры